# Cardinal à ventre blanc
Caryothraustes poliogaster
Espèce
Répartition géographique
Statut de conservation UICN

 LC  : Préoccupation mineure
Le Cardinal à ventre blanc (Caryothraustes poliogaster) est une espèce de passereau de la famille des Cardinalidae.

## Description
Il mesure en moyenne 16,5 cm de long et pèse 36 g. Il a un gros bec crochu et noir mais pâle à la base. Il a la face noire, la tête le cou et la poitrine jaune  et le dos, les ailes et la queue olive. Le croupion et le ventre sont gris. Les immatures sont plus ternes et ont des marques sombres sur la face.
Il a des appels aigus chip ou tweet des gazouillis et des sifflets et son chant est une mélodie sifflée musicale cher chi weet, cher chir weet, cher chi chuweet.

## Répartition et sous-espèces
Selon la classification de référence du Congrès ornithologique international (14.2, 2024) il se répartit en deux sous-espèces :
- Caryothraustes poliogaster poliogaster (Du Bus de Gisignies, 1847) — du sud du Mexique au nord du Honduras ;
- Caryothraustes poliogaster scapularis (Ridgway, 1888) — de l'est du Honduras à l'ouest du Panama.

## Habitat
Il vit dans les plaines et les coteaux du niveau de la mer à environ 1 000 m d'altitude. Il fréquente la canopée et l'étage moyen des forêts denses humides, primaires ou secondaires et les habitats semi-ouverts comme les orées de bois et les clairières.

## Alimentation

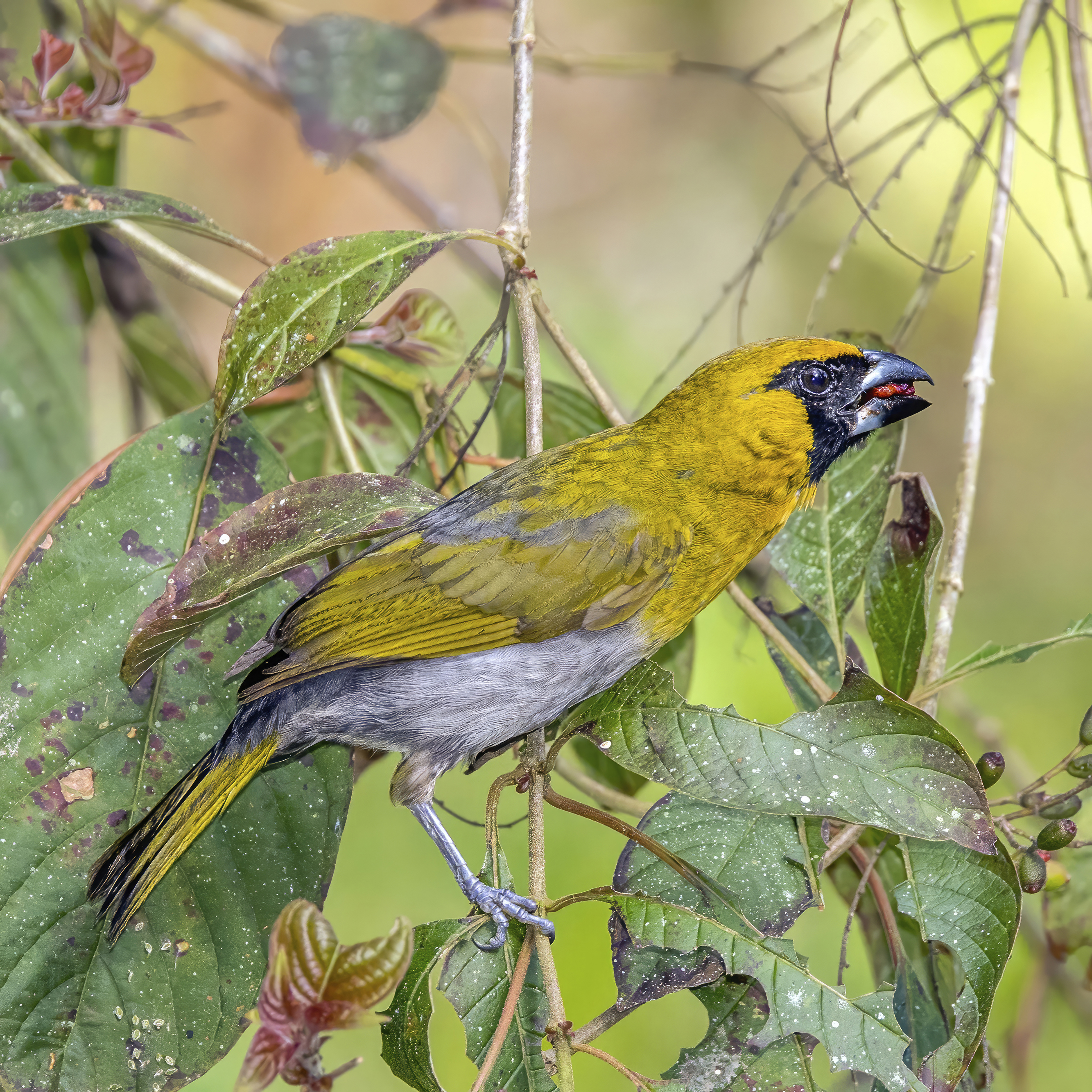
Un cardinal à ventre blanc en train de se nourrir

Il fourrage dans les arbustes ou les arbres à la recherche de coléoptères, de chenilles et autres insectes et mange aussi des fruits comme ceux du Gumbo-limbo (Bursera simaruba), des graines et de nectar des fleurs ou de plantes épiphytes.

## Mode de vie
Il forme des groupes bruyants allant jusqu'à 20 individus et se nourrit souvent en groupes mixtes avec les guit-guits, les tangaras et autres fauvettes du nouveau monde. Il semble généralement éviter les habitats dégradés par les humains même si on peut parfois le trouver dans d'anciennes forêts fortement dégradées tropicales ou subtropicales.

## Reproduction
Le nid est une coupe faite de feuilles de broméliacées et autres plantes épiphytes situé de 3 à 6 m de haut dans un petit arbre ou un palmier. La femelle y pond trois œufs blancs-gris à taches brunes entre avril et juin.